# Transportador vesicular de monoamina 2
O transportador vesicular de monoamina 2 (VMAT2) é uma proteína que em humanos é codificada pelo gene SLC18A2. VMAT2 é uma proteína integral de membrama que transporta monoaminas — particularmente neurotransmissores como dopamina, norepinefrina, serotonina e histamina — da matriz citoplasmática celular para as vesículas sinápticas. Na via nigroestriatal e na via mesolímbica dos neurônios liberadores de dopamina, a função do VMAT2 também é necessária para a liberação vesicular do neurotransmissor GABA.

## Ligantes e locais de ligação
O VMAT2 possui pelo menos dois locais de ligação distintos, que são caracterizados pela ligação de tetrabenazina (TBZ) e reserpina ao transportador. A anfetamina (local da TBZ) e a metanfetamina (local da reserpina) ligam-se em locais distintos no VMAT2, agindo como inibidores de sua função. Os inibidores do VMAT2, como a tetrabenazina e a reserpina, reduzem a concentração de neurotransmissores monoamínicos na fenda sináptica cerebral. A inibição da captação da VMAT2 por essas drogas impede o armazenamento de neurotransmissores nas vesículas sinápticas e reduz a quantidade de neurotransmissores liberados por exocitose. Apesar de muitos análogos da anfetamina induzirem a liberação de neurotransmissores de vesículas ao mesmo tempo que inibem a captação através da VMAT2, eles também facilitam a liberação de neurotransmissores na fenda sináptica, pois agem como reversores dos transportadores de proteínas da membrana plasmática primária das proteínas de transporte da membrana celular para monoaminas (ou seja, o transportador de dopamina, transportador de noradrenalina e transportador de serotonina) em neurônios de monoamina. Outros inibidores do VMAT2, como o GZ-793A, inibem os efeitos de reforço da metanfetamina, mas não produzem estimulantes ou efeitos de reforço próprios.

## Inibição
A ação do VMAT2 é essencial para permitir a liberação de neurotransmissores dos terminais axiônicos dos neurônios para a fenda sináptica do cérebro. Quando a função VMAT2 é inibida ou comprometida, os neurotransmissores monoamina, como a dopamina, não são liberados na sinapse pelos mecanismos de liberação típicos (ou seja, exocitose derivada dos potenciais de ação).
Os usuários de cocaína apresentam uma redução acentuada na imunorreação do VMAT2. Pessoas com transtornos de humor induzidos por cocaína apresentam uma perda significativa da imunorreatividade do VMAT2, o que acredita-se ser resultado da degradação dopaminérgica nos terminais axiônicos do corpo estriado. Em pessoas com toxicodependência severa, as alterações neuronais podem ter um papel na indução de transtornos de humor e desordens motivacionais.

## Na cultura popular
O geneticista Dean Hamer sugeriu que um alelo específico do gene VMAT2 se correlaciona com a espiritualidade usando dados de uma pesquisa sobre o tabagismo, que incluiu perguntas destinadas a medir a "autotranscendência". Hamer realizou o estudo de espiritualidade paralelamente ao estudo de tabagismo do National Cancer Institute. Suas descobertas foram publicadas no livro The God Gene: How Faith is hard-wired Into Our Genes. O próprio Hamer observa que o VMAT2 desempenha, no máximo, um papel menor em influenciar a espiritualidade.  Além disso, a afirmação de Hamer de que o gene VMAT2 contribui para a espiritualidade é controversa. O estudo de Hamer não foi publicado em um periódico revisado por pares, e uma reanálise da correlação demonstra que os resultados encontrados não são estatisticamente significativos.